# أبو زيد الهلالي
أبو زيد الهلالي هو أحد أمراء بني هلال بن عامر من هوازن وفرسانهم، وقائد الجيوش العربية في غزوة هجرة بني هلال بالقرن الخامس أو السادس هجري، التي كانت بناء على أوامر من الفاطميين، وقد غزى أبو زيد المغرب لمعاقبة الزيريين الذين كانوا قد تخلو عن المذهب الشيعي. وهذه الأخيرة قد أضعفت إلى حد كبير وضعهم في النيل من العديد من المدن مثل الجلفة، الوادي، بسكرة، بوسعادة، أو غرداية. يعتبر أبو زيد الهلالي شخصية مشهورة في التراث الشعبي حيث نُسجت حوله الكثير من القصص والأساطير.

## نسبه
- هو: سلامة (بركات) بن رزق بن نائل من بني شعيثة بن الهزم بن رؤيبة بن عبد الله بن هلال بن عامر بن صعصعة بن معاوية بن بكر بن هوازن بن منصور بن عكرمة بن خصفة بن قيس عيلان بن مضر بن نزار بن معد بن عدنان، الهلالي العامري الهوازني.

## سيرة أبو زيد الهلالي
من أضخم وأبقى الأعمال التراثية التي تحكي وتخلد حياة العرب البدو الرحل وبيان خطوط الهجرة من الجزيرة العربية إلى مختلف بلدان العرب فيما يعرف حاليًا بمنطقة الشرق الأوسط وشمال إفريقيا وذلك بحثا عن المرعى والمياه وكيفية تقرب وتلاحم الثقافات والعادات بين القبائل العربية المختلفة مما أدى إلى إثراء وتوسع هذه القبائل وانتشارها. تبدأ هذه السيرة ببيان المجتمع القبلي في الجزيرة العربية عن طريق قبيلة بني هلال.

## ملاحم بني هلال
بطل أشهر الملاحم الشعبية العربية المعروفة بسيرة بني هلال وقد صورت الملحمة وقائع العرب في الفترة من منتصف القرن الرابع الهجري وحتى منتصف القرن الخامس الهجري إبان عصر الدولة الفاطمية. وعلى الرغم من شهرته لم يكن أبو زيد الهلالي محور هذه الملحمة وإنما واحد من أربعة انتهت إليهم الرئاسة في القبيلة وهم:
1. حسن بن سرحان المعروف ب (أبي علي) الملقب بالسلطان
2. ذياب بن غانم الهلالي
3. القاضي بدير بن فايد
4. أبو زيد سلامة بن رزق الهلالي.

ولقد مهدت الملحمة ولادة هذا البطل بحادث فذ جعله يبدو كإنسان خارق. وترتكز بطولة أبي زيد على دعامتين
1. الأولى الشجاعة وقد بالغ فيها الشعر العربي حتى أخرجها من الممكن وتجاوز بها الطاقة البشرية وكاد يعتبرها من الخوارق
2. الثانية فهي الحيلة وقد أهله الشعب العربي لها بأن علمه مختلف العلوم والفنون واللغات فهو يستطيع أن يتنكر في أي زي وأن يحترف أي مهنة وأن يتحدث بأي لغة.

ومن هنا جاء المثل العربي الشهير «سكة أبي زيد كلها مسالك» كناية عن قدرته الخارقة على اجتياز الصعاب. وابتدعت الملحمة الشعبية مبررًا للغزوة الهلالية التي اصطحب فيها أبو زيد من نجد إلى بلاد المغاربة خيرة الفرسان ومن بينهم يحيى ومرعي ويونس. وكان المبرر هو وقوع أولئك الفتيان الثلاثة في يد الخليفة «الزناتي» بمدينة تونس الخضراء. واحتال أبو زيد حتى تخلص من الأسر وعاد إلى قومه في نجد فما كان منهم إلا أن قاموا معه قومه رجل واحد يستهدفون مدينة تونس بناءً على أوامر الخليفة الفاطمي لمحاربة الزيريين. وقد آثر الشعب العربي هذه الشخصية بحبه وأعطاها مكان الصدارة ليس فقط بين أبطال سيرة بني هلال وإنما أيضًا بين أبطال السير الشعبية جميعًا.

## مواضيع مرتبطة
- بنو هلال (شمال إفريقيا)
- بنو هلال (غرب إفريقيا)
- تغريبة بني هلال
- أبو زيد الهلالي (فيلم)
- أبو زيد الهلالي (مسلسل)[ ؟ ]

## وصلات خارجية
- François Decret, les invasions hilaliennes en Ifrîqiya - (بالفرنسية)
- Le mythe de la «catastrophe» hilalienne - (بالفرنسية)
- L'invasion hilalienne en Tunisie (بالفرنسية)
- L'invasion hilalienne du Maghreb et ses conséquences religieuses, sociologiques, économiques et culturelles du - (بالفرنسية)
- Les Zirides et l'invasion hilalienne - (بالفرنسية)